# Here, There and Everywhere
A Here, There and Everywhere az angol rockegyüttes, a The Beatles dala az 1966-os Revolver albumról. Szerelmi ballada, amelyet Paul McCartney írt és Lennon–McCartney szerzemény. McCartney
személyes kedvencei közé sorolja az általa írt dalok közül. 2000-ben a Mojo magazin a 4. helyre sorolta minden idők legjobb dalait tartalmazó listáján.

## Inspiráció és háttér
McCartney június elején kezdte írni a dalt John Lennon weybridge-i házában, miközben arra várt, hogy ő felébredjen. McCartney így emlékezett vissza: "Kiültem a medence mellett az egyik napozószékre a gitárommal, és elkezdtem pengetni az E-ben. Hamarosan [volt] néhány akkord, és azt hiszem, mire felébredt, már szép voltam. sokat írtam a dalt, ezért bevittük a szobába, és befejeztük."
Amikor ő erről a daláról beszélt, McCartney gyakran hivatkozott ihletforrásként a The Beach Boys együttes God Only Knows dalára, minden idők kedvenc popdalára. 1990-ben McCartney azt mondta a Beach Boys életrajzírójának, David Leaf-nek, hogy „csak a bevezető volt az, amelyre [a The Beach Boys] hatással volt”, utalva azokra a zenei hangzásokra, amelyeket ő és Lennon alkottak a Here, There and Everywhere kezdősoraihoz. McCartney hozzátette, hogy ezzel a bevezető stílussal a dal bevezetőjének "régimódi" gondolatát akarták megragadni.

## Rögzítés
A Beatles az 1966-os Revolver album üléseinek vége felé vette fel a Here, There and Everywhere dalt. A zenekar az Abbey Road Studios-ban dolgozott a dalon három ülésnapon – június 14-én, 16-án és 17-én. Az hangeffektusok hozzáadásának végrehajtása előtt 13 felvételt rögzítettek, mielőtt kielégítő alapsávot értek el.
A felvétel a többrétegű háttérénekről ismert, amelyet McCartney, Lennon és George Harrison a három nap nagy részét azzal töltötte, hogy tökéletesítse. McCartney az 1989-es McCartney rádiósorozatban említette, hogy az énekre a The Beach Boys hangzása hatott és azt is elmondta, hogy Marianne Faithfull stílusában próbálta elénekelni a dalt. McCartney énekhangja a felvételen többsávos. Ian MacDonald A fejek forradalma című könyvében azt is megjegyzi, hogy Harrison szólógitárszólamát egy Leslie-hangszóró effektussal mandolinszerű hangzást kapott, mielőtt az „kürtszerű hangszínt” alkalmazták a dal befejezéséhez.

## Feldolgozások
- Emmylou Harris[7][8]
- Frank Ocean a Beatles dalszövegét interpolálta a Blonde albumán szereplő White Ferrari dalban
- Bruce Welch
- Sean Lennon és Elvis Costello feldolgozták a dalt McCartney 80. születésnapi ünnepségén[9][10]

## A popkultúrában
A Jóbarátok című tévésorozat 10. évadának 12. epizódjában ezt a dalt acéldobokon játsszák, amikor Phoebe Buffay az esküvője alatt sétál a padsorok közötti folyosón. Ez volt a televíziózás történetében a második alkalom, hogy egy McCartney által írt dalt egy esküvői sorozatban használták fel (az első a My Love volt, amikor Chandler és Monica összeházasodtak).
Gary Sparrow zongora mellett elénekli a dalt a Goodnight Sweetheart egyik epizódjában.
Geoff Emerick, aki az együttes számos felvételénél segédkezett hangmérnökként, a dal címét használta 2006-os Here, There, and Everywhere: My Life Recording the Music of The Beatles című memoárjához.

## Közreműködött
Ian MacDonald szerint:
- Paul McCartney – duplázott ének, akusztikus gitár, zongora, ujjcsettintés
- John Lennon – vokál, ujjcsettintés
- George Harrison – vokál, szólógitár, ujjcsettintés
- Ringo Starr – dob, ujjcsettintés

## Fordítás
Ez a szócikk részben vagy egészben  a   Here, There and Everywhere című angol Wikipédia-szócikk fordításán alapul.  Az eredeti cikk szerkesztőit annak laptörténete sorolja fel. Ez a jelzés csupán a megfogalmazás eredetét és a szerzői jogokat jelzi, nem szolgál a cikkben szereplő információk forrásmegjelöléseként.

## Forrás
- Bánosi György – Tihanyi Ernő: Beatles zenei kalauz. Az együttzenélés és a szólóévek. 1958–1999. Budapest: Anno Kiadó, 1999. ISBN 963-853-895-3
- Ian MacDonald: A fejek forradalma. A Beatles és a hatvanas évek. (ford. Révbíró Tibor) Budapest: Helikon Kiadó, 2015. ISBN 978-963-227-468-3
- Molnár Imre–Molnár Gábor: Halhatatlan Beatles. Lírai monográfia; magánkiadás, Budapest, 2001. (újrakiadás) ISBN 963-500-451-6

## Külső hivatkozás
Paul McCartney kézirata a Here, There and Everywhere dalszövegről Archiválva 2023. június 19-i dátummal a Wayback Machine-ben a British Library adattárában
Allan W. Pollack megjegyzései a Here, There and Everywhere dalról
Sissel Here, There and Everywhere feldolgozása
The Beatles - Here, There and Everywhere a Youtube-on